# Çıplaklı, Selim
Çıplaklı là một xã thuộc huyện Selim, tỉnh Kars, Thổ Nhĩ Kỳ. Dân số thời điểm năm 2010 là 229 người.